# 鄭義 (永樂舉人)
鄭義（14世紀—15世紀），字伯集，廣東潮州府潮陽縣人，明朝政治人物。

## 生平
鄭義祖先是揚州人，元朝初年到嶺南宣使而定居潮陽，到他時已經是第五代，他十五歲失去父親，居喪有禮，個性警敏好學，成年後貫通經史，兼涉及諸子、星象、六書，亦鍾情詩歌，教人讀書能在難解處分析要害，文章淵奧雄健，擅於草書。永樂九年（1411年）中廣東鄉試解元，十年（1412年）會試僅中副榜，授北流教諭，當地為古勾漏地，久經荒亂，他在石壁刻下賦及書而聞名。宣德初年母親去世，服闋後擢官周府右長史，周王朱有燉有賢行而擅長文章，他總會用詩文寄意寓諷，獲對方敬重，後來朱有爝繼位，他再寫下《奉藩政要》十五事進呈獲采納，在周國十多年多輔導功勞，上書乞骸卻未得回音，在任內去世，入祀鄉賢祠，著有《右史集》及《梅花百詠》。

## 引用
1. 1 2  光緒《潮陽縣志·卷十七》：鄭義，字伯集，其先維揚人，元初有宣使於嶺南者，因家於潮不返，五傳至義，義十五而孤，居喪以守禮聞，而性尤警敏嗜學，既壯遂貫通經史，旁及諸子星象六書之學，林志 ，最後銳情於詩，卒以詩名；其教人讀書，於轇轕肯綮處多有致，為文淵奧雄健，草書尤妙絕 廣東黃志 。永樂辛卯舉鄉試第一，壬辰乙榜，署教北流，北流古勾漏地也，歲久沒榛莽間，義乃為作賦及書石壁以表之，自是名聞於時，宣德初會母喪，服闋擢周府右長史，周王素賢而文，義每以詩文寓諷，王敬重焉，及嗣王立，義復撰《奉藩政要》十五事以進，並見采納，在國十餘年輔導之功為多，尋上書乞骸骨不報，竟卒於官，祀鄉賢，所著有《右史集》及《梅花百詠》，其子女多聯姻玉牒者，至今項城、鎮平皆有鄭氏後云。 林志
2. ↑  順治《潮州府志·卷六·人物部》：鄭義，字伯集，潮陽人，十五而孤，居喪以守禮聞，尤好學及壯貫穿經史，旁通諸子六書星曆之學，永樂辛卯舉鄉試第一，壬辰乙榜，署教北流，北流古勾漏地也，久沒榛莽間，義大書石壁以表之，宣德初丁母憂，服除擢周府長史，周王賢而文特加敬重，嗣王立復撰《奉藩十五事》以進，並見采納，在國十餘年多輔導功，尋上書乞骸骨不報，卒於官，所著有《右史集》及《梅花百詠》。